# Booky's Crush
Booky's Crush es una película canadiense del año 2009. Está dirigida por Peter Moss. El guion fue escrito por Tracey Forbes y basado en los Bernice Thurman Hunter. Está protagonizada por Rachel Marcus y Megan Follows.

## Antecedentes
Anunciado por primera vez en 2008, Booky's Crush es el tercero de una serie de hechos para la televisión películas sobre Beatrice 'Booky' Thomson, una niña que crecía en Toronto durante la era de la depresión . Sus padres son interpretados por Megan Follows y Stuart Hughes.
El primero de esta serie cubre un período de tiempo cuando Booky era un adolescente . Booky Makes Her Mark (2006) protagonizada por Tatiana Maslany como Booky a los 15 años de edad. Las películas posteriores de la serie, tanto Booky & the Secret Santa (2007) y Booky's Crush (2009), se encuentra en un período de tiempo anterior, con Rachel Marcus como Booky a los 11 años de edad.

## Trama
Los Thomsons son una clase familia que vive en Toronto durante la Gran Depresión. Los padres de Booky, Thomas Thomson (Stuart Hughes) y Francie Thomson (Megan Follows) luchan por mantener a sus hijos, Willa (Sarah White), Arthur (Dylan Everett), Beatrice apodado Booky (Rachel Marcus) y Jakey (Noé Ryan Scott).
"Booky" Thomson de 11 años de edad, está mostrando su fuerza en la lectura y la ortografía, y se ha pedido un tutor para ella, Georgie Dunlop (Connor Price), un alumno de sexto grado. Esto emociona a Booky, como ella está enamorada de Georgie y espera que le pida para ir al baile de la escuela. Pero después, Georgie le da un regalo extraño, ella comienza a revaluar sus sentimientos hacia él.
La hermana mayor de Booky, Willa Thomson, tiene un trabajo de medio tiempo como bibliotecaria. Mientras que en el trabajo, Willa se reúne y se siente atraída por Russell (Marc Bendavid), un estudiante de medicina. Con su último año en la escuela secundaria que comienza, y aunque sabe que su familia no se lo puede permitir, Willa piensa asistir a la escuela de medicina después de graduarse.
Arthur tiene una aptitud artística, y aunque sus padres apoya sus sueños, su padre lo anima a considerar una profesión más estable, lo que ejerce presión sobre la relación padre e hijo.
Booky va al baile con Georgie. Se vuelve hasta tarde y la sorprende. Él la besa y eso es todo de lo que ella habla.

## Elenco
- Rachel Marcus como Beatrice "Booky" Thomson.
- Megan Follows como Francie Thomson.
- Stuart Hughes como Thomas Thomson.
- Dylan Everett como Arthur Thomson.
- Sarah White como Willa Thomson.
- Ariel Waller como Rosie.
- Emilia McCarthy como Laura Westover.
- Connor Price como Georgie Dunlop.
- Albert Schultz como el Sr. Spencer.
- Marc Bendavid como Russell.
- Tom McCamus como Sidney McNeil.
- Susan Coyne como Jeannie McNeil.
- Bill Lake como el Sr. Jenkins.
- Noé Ryan de Scott como Jakey Thomson.
- Brad Borbridge como David Juniper.

## Críticas
Maria Kubacki, del Calgary Sun señala que las audiencias modernas pueden relacionarse con las dificultades que enfrentan en los años 30 cuando escribe "Booky's Crush" podría haber sido concebido como una pieza de nostalgia alejado de la realidad moderna, pero dada la crisis económica actual.

## Reconocimientos

### Premios y nominaciones
- 2009, Directors Guild of Canada nominación para "Team Award DGC".
- 2009, Gemini Awards nominación a Dylan Everett por "Mejor Actuación de un Actor en un Papel de Reparto en una Destacado Programa Dramático o Mini-Series".
- 2009, Gemini Awards nominación a Stuart Hughes por "Mejor Actuación de un Actor en un Papel de Reparto en una Destacado Programa Dramático o Mini-Series"
- 2009, Gemini Awards nominación a Rachel Marcus por "Mejor Actuación por una Actriz en un papel principal en un Programa Dramático o Mini-Series"
- 2009, Gemini Awards nominación para Aidan Leroux , "Mejor Diseño de Producción o Dirección de Arte en un Programa o Serie Ficción".